# Yoon Kyun-sang
Yoon Kyun-sang (sinh ngày 31 tháng 3 năm 1987) là một diễn viên người Hàn Quốc. Anh lần đầu được chú ý với nhân vật phụ của mình trong phim truyền hình Hàn Quốc Pinocchio (2014) và sự chú ý càng ngày tăng lên với vai diễn của mình ở Lục long tranh bá (2015-2016). Anh được biết đến rộng rãi với nhân vật thứ hai trong Doctors cùng với Kim Rae-won và Park Shin-hye.

## Phim ngắn

### Series TV
| Năm  | Tên phim                     | Trong vai        | Kênh truyền hình |
| ---- | ---------------------------- | ---------------- | ---------------- |
| 2012 | Faith                        | Deok-man         | SBS              |
| 2014 | Ký ức kẻ sát nhân            | Thám tử trẻ tuổi | TVN              |
| 2014 | Pinocchio                    | Ki Jae-myung     | SBS              |
| 2015 | The Time We Were Not in Love | Cha Seo-hoo      | SBS              |
| 2015 | Lục long tranh bá            | Moo-hyul         | SBS              |
| 2016 | Doctors                      | Jung Yoon-do     | SBS              |
| 2017 | Giai Thoại Về Hong Gil-dong  | Hong Gil-dong    | MBC              |
| 2018 | Oh, the Mysterious           | Oh Il Seung      | SBS              |
| 2018 | Cô tiên dọn dẹp              | Jang Seol-kyul   | JTBC             |

### Phim
| Năm  | Tên phim          | Trong vai                        |
| ---- | ----------------- | -------------------------------- |
| 2013 | Forbidden Games   | Hyun-joon                        |
| 2013 | Mỹ nam đại chiến  | Thành viên thứ một trong đội bơi |
| 2015 | Giả bộ nhiệt tình | Woo Ji-han                       |

### Chương trình tổng hợp
| Năm       | Tên chương trình | Kênh truyền hình | Ghi chú            |
| --------- | ---------------- | ---------------- | ------------------ |
| 2016      | Running Man      | SBS              | Khách mời, tập 304 |
| 2016 2017 | Ba bữa một ngày  | TVN              | Em út              |

### Video âm nhạc
| Năm  | Tên bài hát       | Ca sĩ                  |
| ---- | ----------------- | ---------------------- |
| 2013 | "What Women Want" | Curious feat. Yung Jup |